# Maciej Jargoń
Maciej Jargoń (ur. 21 lutego 1880 w Syryni, zm. 20 marca 1955 w Kobiórze) – polski kowal, działacz niepodległościowy.

## Życiorys
Urodził się 21 lutego 1880 roku w Syryni w rodzinie Klemensa i Marianny z domu Senkala. Po ukończeniu szkoły zawodowej przybył do Podlesia (późniejsza część Katowic), gdzie w 1903 roku podjął pracę w kopalni „Boże Dary”. Pracował tam przez prawie 40 lat jako kowal.
W czasie I wojny światowej został wcielony do wojska niemieckiego, walcząc na froncie zachodnim. W 1919 roku był jednym z założycieli Polskiej Organizacji Wojskowej Górnego Śląska w Podlesiu. Uczestniczył we wszystkich trzech powstaniach śląskich, walcząc m.in. w 1921 roku pod Górą św. Anny.
W 1920 roku został zastępcą okręgu mikołowskiego Dzielnicy Śląskiej „Sokoła” oraz prezesem podleskiego gniazda, założonego 1 czerwca 1919 roku. Na początku lat 20. XX wieku założył w Podlesiu sekcję Związku Strzeleckiego. W styczniu 1920 roku został wybrany członkiem Zarządu Budowy Kościoła w Podesiu. Działał też w Związku Powstańców Śląskich.
W 1939 roku przeszedł na emeryturę.
W okresie II wojny światowej działał w konspiracji. Był członkiem Armii Krajowej. Po zakończeniu działań wojennych, w kwietniu 1945 roku reaktywował klub sportowy „38” Podlesianka, zostając jej pierwszym prezesem. Zawodowo natomiast pracował w tartaku w Kobiórze.
Zmarł 20 marca 1955 roku w Kobiórze. Pochowany został na cmentarzu przy ulicy P. Michałowskiego w Katowicach.

## Upamiętnienie
- Ulica Macieja Jargonia w Katowicach, na terenie dzielnicy Zarzecze[8].